# Гонсалвес дос Сантос, Исмаили
Исмаи́ли Гонса́лвес дос Са́нтос (порт.-браз. Ismaily Gonçalves dos Santos; род. 11 января 1990 года, Ивиньема, штат Мату-Гросу-ду-Сул, Бразилия) — бразильский футболист, защитник клуба «Лилль».

## Биография
На старте футбольной карьеры Исмаили играл за молодёжную команду «Ивиньема», а также за бразильские клубы «Деспортиво Бразил» и «Сан-Бенту». Вернувшись в «Деспортиво Бразил», Исмаили играл за молодежь до 20 лет на Кубке Сан-Паулу-де-Футебол-Жуниор 2009 года и был переведён в левого защитника, прежде чем перейти в первую команду. Он дебютировал в соревнованиях 10 мая того же года, выйдя на замену в первом тайме в матче против «Ред Булл Бразил», и появился только в восьми матчах перед уходом. 

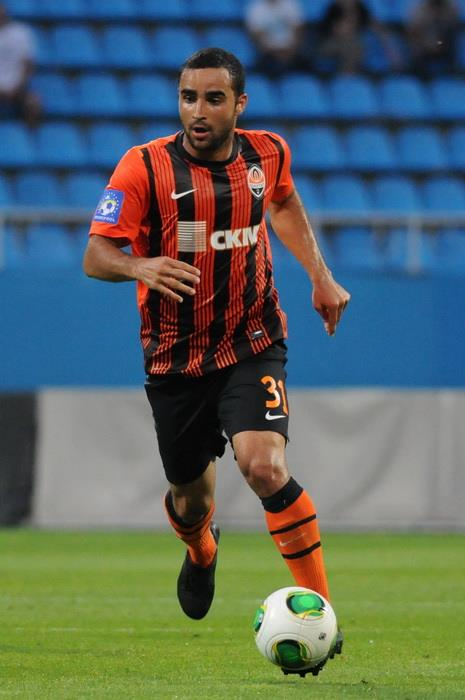
Исмаили в составе донецкого «Шахтёра»

В 2009 году 19-летний защитник отправился в Португалию, где ему был предложен контракт с клубом «Эшторил». 8 ноября 2009 года он забил первый гол за свой новый клуб в ворота «Жил Висенте». В сезоне 2009/10 он показал достаточно качественную игру, приняв участие в 30 матчах второго дивизиона, чем привлёк внимание нескольких клубов Примейры.
Летом 2010-го Исмаили присоединился к «Ольяненсе». Спустя два года, в течение которых футболист провёл 42 матча, забив 2 мяча, 16 июня 2012 года он перешёл в «Брагу». В матче плей-офф Лиги чемпионов 2012/13 Исмаили с 30 метров поразил ворота итальянского «Удинезе», сделав счёт 1:1. В итоге «Брага» сумела выйти в групповой этап, где игра бразильца и привлекла внимание представителей донецкого «Шахтёра».
14 февраля 2013 года Исмаили официально был представлен в качестве игрока «Шахтёра». Сумма трансфера составила 4 миллиона евро. Дебют за «Шахтёр» состоялся 19 мая 2013 года в матче против запорожского «Металлурга», в котором Исмаили открыл счёт на 33 минуте. В октябре 2018 года он был признан игроком месяца, став вторым бразильским игроком, получившим эту награду.
4 августа 2022 года,после 9 проведённых лет в «Шахтёре» Исмаили перешёл в «Лилль» на правах свободного агента..Дебютный гол за французский французский Лилль бразилец забил в своём же дебютном матче против «Нанта» заменив во втором тайме Тиагу Джало.

## Достижения
«Шахтёр» (Донецк)
- Чемпион Украины (6): 2012/13, 2013/14, 2016/17, 2017/18, 2018/19, 2019/20
- Обладатель Кубка Украины (5): 2012/13, 2015/16, 2016/17, 2017/18, 2018/19
- Обладатель Суперкубка Украины (5): 2013, 2014, 2015, 2017, 2021

### Личные
- Лучший игрок месяца чемпионата Украины: октябрь 2018
- Лучший игрок месяца в «Шахтёре»: март 2018